# Eumemmerring
Eumemmerring är en del av en befolkad plats i Australien. Den ligger i kommunen Casey och delstaten Victoria, omkring 32 kilometer sydost om delstatshuvudstaden Melbourne. Antalet invånare är 1 851.
Runt Eumemmerring är det tätbefolkat, med 591 invånare per kvadratkilometer.. Närmaste större samhälle är Berwick, nära Eumemmerring.
Runt Eumemmerring är det i huvudsak tätbebyggt. Genomsnittlig årsnederbörd är 1 251 millimeter. Den regnigaste månaden är maj, med i genomsnitt 154 mm nederbörd, och den torraste är januari, med 51 mm nederbörd.